# Oxyopidae

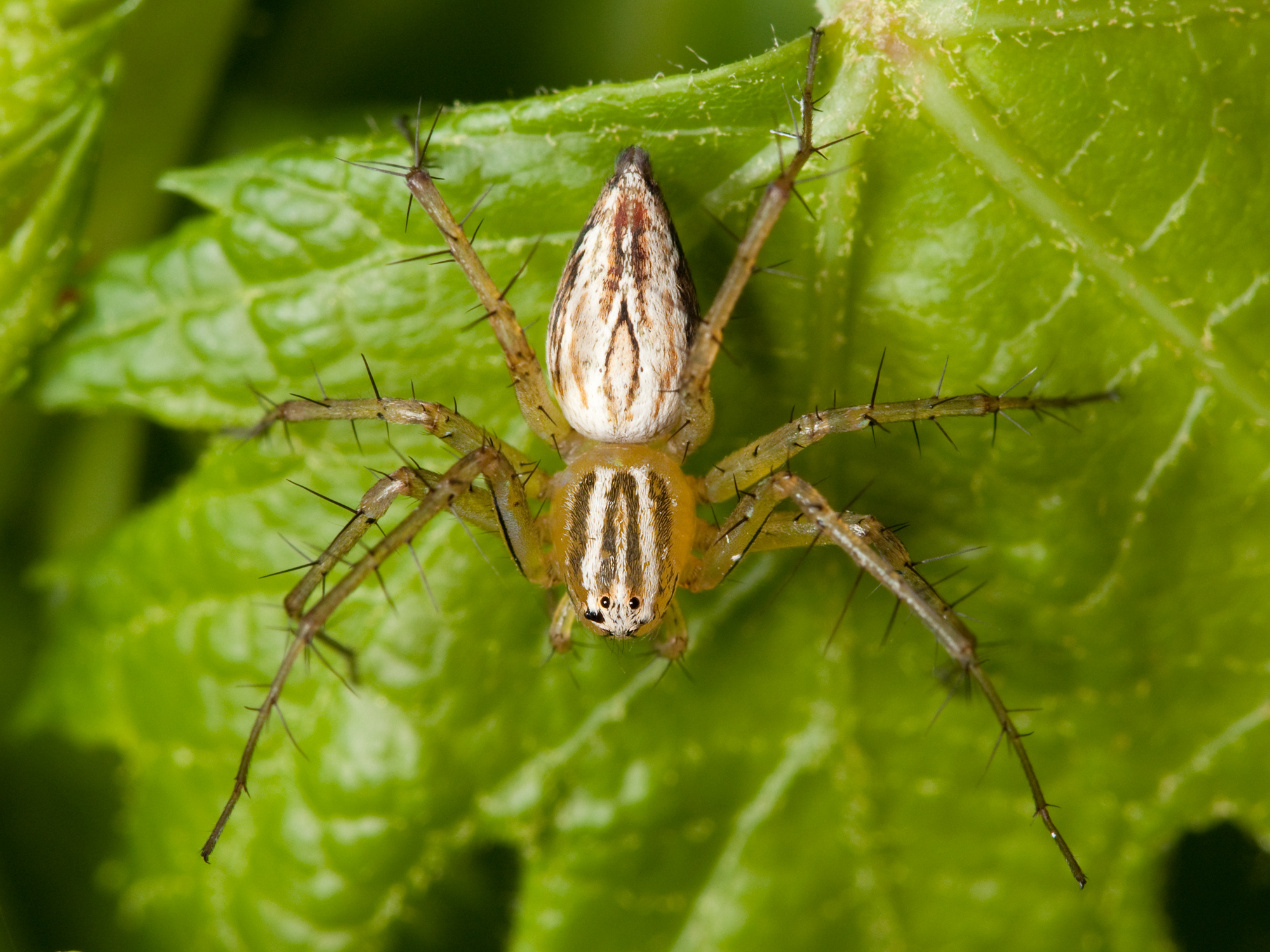
Oxyopes salticus, femală

Oxyopidae Thorell, 1870 (numiți și Păianjeni-lynx) este o familie de păianjeni care preferă să trăiască pe plante, printre flori, frunze, ramuri. Numele provine de la cuvintele grecești ὁξύς (oxys) - agil, sprinten și ὄψις (òpsis) - vedere. Oxiopidele sunt alergători iuți și sărători buni. Șase din cei 8 ochi sunt aranjați în plan hexagonal. Ochii au un rol important în timpul vânătorii. Aceștia își atac prada din ambuscadă. Se hrănesc cu insecte care habitează pe plante, polinizează florile. Păianjeni-lynx au o opistosomă alungită, ovală, care se îngustează spre posterior. Culoarea corpului variază, poate fi roșie, verde, alb-gălbuie. Cea mai răspândită este verdele, un bun camuflaj printre frunzele verzi. Picioarele sunt lungi și posedă spini negri, picioarele masculilor sunt mai lungi decât a femelelor. 

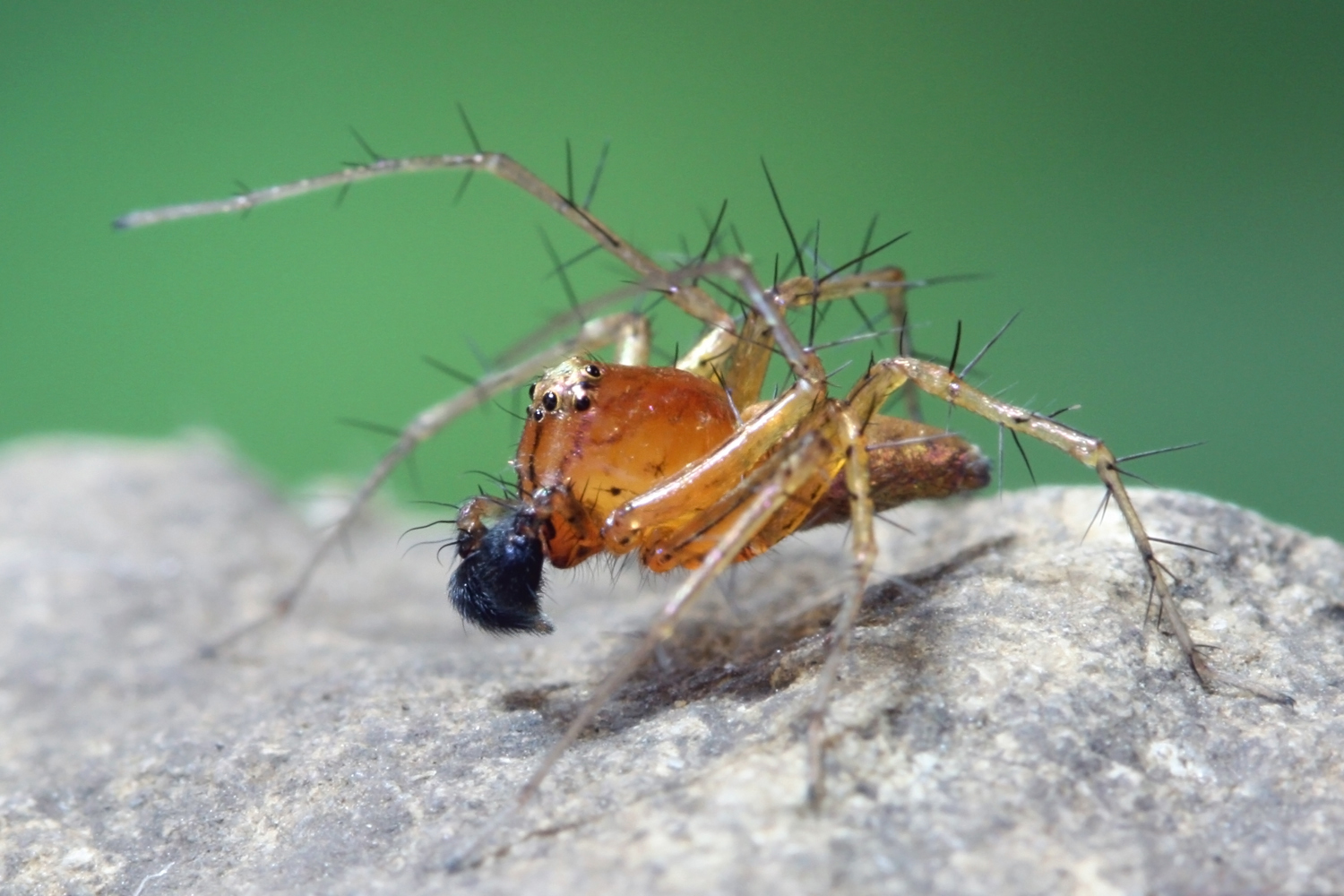
Oxyopes salticus, mascul

Unii membri ai genului Oxyopes, în special Oxyopes salticus, se hrănesc cu dăunătorii culturilor agricole, reglând efectivul lor. Genul Tapinillus include păianjeni sociali care trăiesc în colonii, ceva rar întâlnit la arahnide.
 
În prezent, familia cuprinde 9 genuri și 425 specii. Oxiopidele sunt găsite în zonele tropicale și temperate. Doar câteva specii din America de Nord se întâlnesc în regiunea Palearctică.

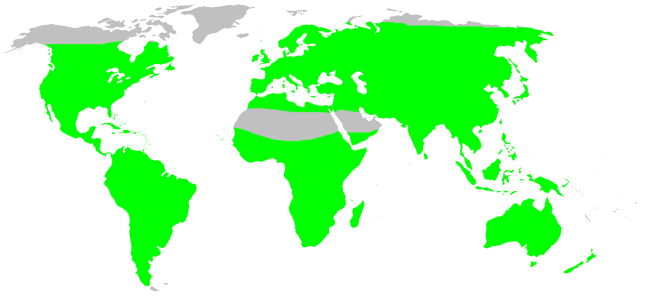
Distribuţa fam. Oxyopidae